# 132. oklepna brigada (Italija)
132. oklepna brigada Ariete (italijansko 132ª Brigata corazzata "Ariete") je oklepna brigada Italijanske kopenske vojske, ki je trenutno garnizirana v Vittorio Venetu.

## Zgodovina
Enota nadaljuje vojaško tradicijo 2. oklepne brigade (1937-1939) in 132. oklepne divizije (1939-1942, 1943-1986).

## Organizacija
- Štab in taktična podpora (Sassari)
- 11. bersaljerski polk (Orcenigo Superiore)
- 4. tankovski polk (Bellinzago Novarese)
- 32. tankovski polk (Tauriano)
- 132. tankovski polk (Cordenons)
- 10. jurišnoinženirski polk (Cremona)
- 132. samovozni artilerijski polk (Maniago)

Vsi polki imajo moč bataljona.

## Vodstvo
Poveljniki
- Brigadni general Mario Ventrutto
- Brigadni general Antonio Tomasicchio
- Brigadni general Gianalfonso d'Avossa
- Brigadni general Francesco Otti
- Brigadni general Cosimo D'arrigo
- Brigadni general Gaetano Romeo
- Brigadni general Salvatore Carrara
- Brigadni general Giuseppe Valotto
- Brigadni general Giuseppe Emilio Gay
- Brigadni general Massimo De Maggio
- Brigadni general Mauro Moscatelli
- Brigadni general Walter La Valle
- Brigadni general Gian Marco Chiarini
- Brigadni general Roberto Ranucci
- Brigadni general Paolo Ruggiero
- Brigadni general Carmelo De Cicco
- Brigadni general Salvatore Camporeale
- Brigadni general Gaetano Zauner